# Петровско-Разумовское (комплексный заказник)
Комплексный заказник «Петро́вско-Разумо́вское» — бывшая особо охраняемая природная территория в Тимирязевском районе САО города Москвы. Образован на основании постановления Правительства Москвы № 564 от 21 июля 1998 года. Был подчинён ГПБУ «Управление особо охраняемыми природными территориями по САО». Статус заказника отменён решением Московского городского суда от 25 ноября 2009 года, подтверждённым определением Верховного суда РФ от 24 марта 2010 г. по делу N 5-Г10-11.

## История
В 1860 году государство выкупило усадьбу Петровско-Разумовское с прилегающими землями у прежнего владельца — Павла Александровича фон-Шульца. На этой территории началось строительство Петровской земледельческой и лесной академии. К 1865 году по проекту архитектора Николая Бенуа был возведён главный учебный корпус. Восстановлением лесных насаждений занимался Альфонс Романович Варгас де Бедемар, созданием дендрологического сада — Рихард Иванович Шредер. Первый лес вокруг опытной дачи академии был высажен в 1862 году.
В 1940 году постановлением Совнаркома СССР территория Сельскохозяйственной академии была объявлена заповедником.
Постановлением Правительства Москвы № 564 от 21 июля 1998 года и № 1012 от 29 декабря 1998 был создан комплексный заказник «Петровско-Разумовское». В 2004 году его преобразовали в государственное природоохранное учреждение города Москвы «Комплексный заказник „Петровско-Разумовское“».
Статус заказника отменён решением Московского городского суда от 25 ноября 2009 года, подтверждённым определением Верховного суда РФ от 24 марта 2010 г. по делу N 5-Г10-11.

В настоящее время территорию заказника благоустраивают: проводят работы по ремонту дорог, восстанавливают межквартальные ограждения, обустраивают места отдыха и экологические тропы.

## Описание заказника

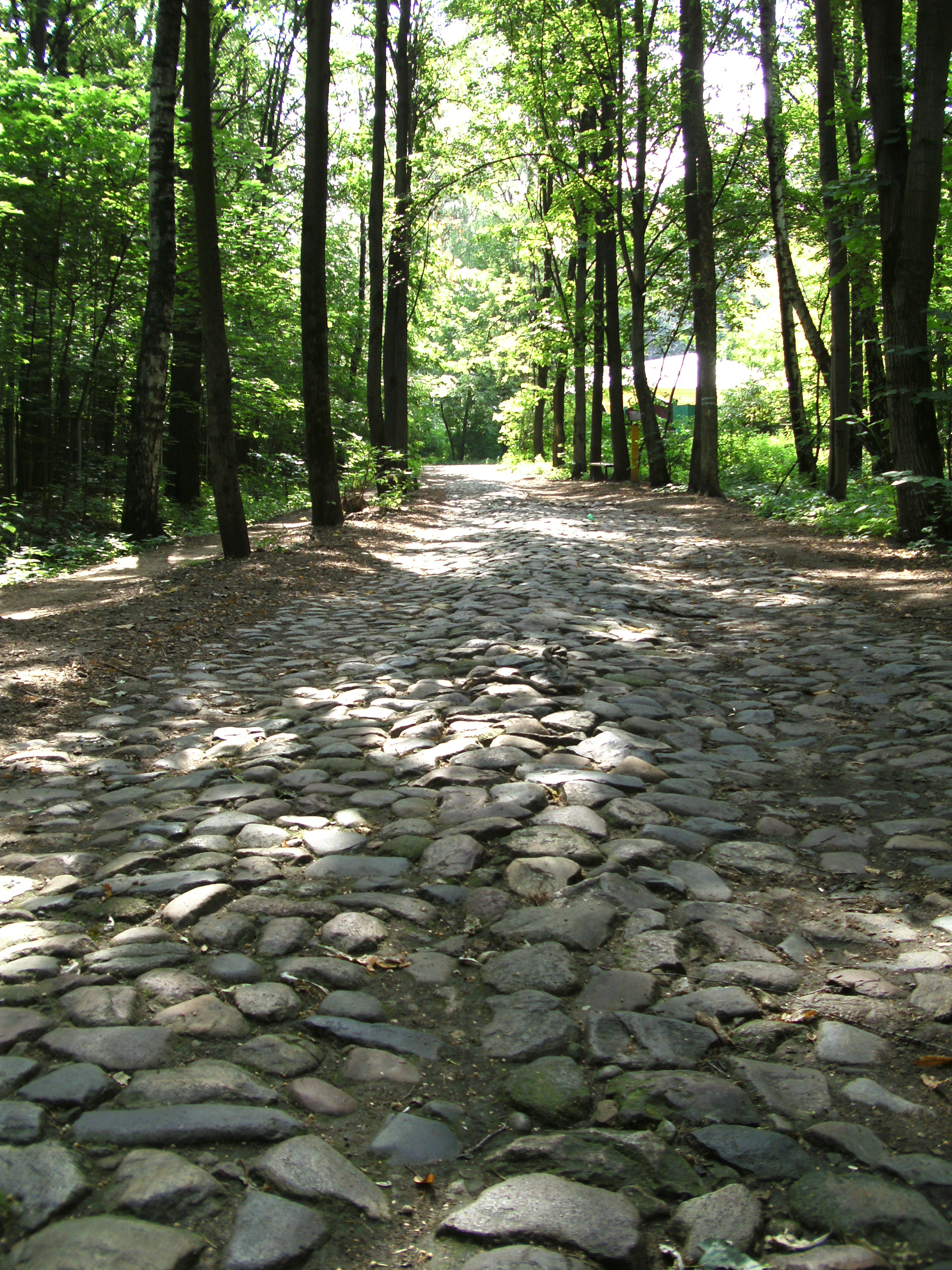
Остатки Старого шоссе в Тимирязевском парке, сейчас используется как пешеходная тропа. Сохранилась булыжная кладка. 2012 год

### Территория
Площадь заказника составляла 606 га. В эту территорию входили Тимирязевский лесопарк (Лесная опытная дача МСХА), Большой Садовый пруд, дендрарий имени Рихарда Ивановича Шредера, ботанический сад имени Семёна Ростовцева и парк Дубки. Ранее на территории лесопарка располагалась усадьба Петровско-Разумовское, которую во второй половине XIX века приспособили под учебные корпуса Московской сельскохозяйственной академии имени Климента Тимирязева.

### Тимирязевский лесопарк
Парк разделён на 14 кварталов общей площадью 232 га (по другим данным — 250 га). В парке обитает около 100 видов животных и 300 видов растений, в том числе — редкие и вымирающие. В лесопарке обустроены места для отдыха, установлены щиты с информацией о местной флоре и фауне. Через территорию парка в подземном коллекторе протекает река Жабенка.

### Большой Садовый пруд

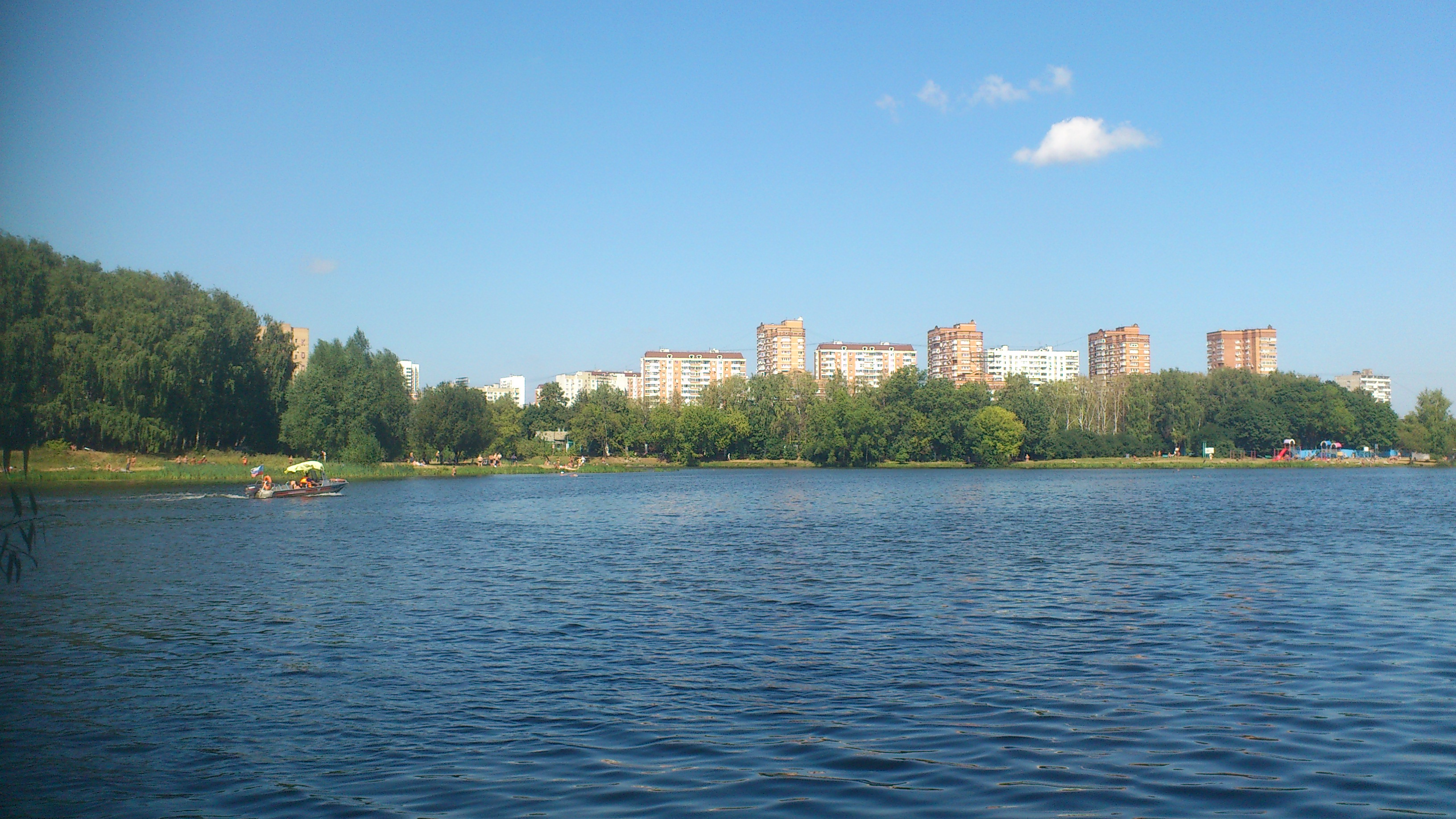
Большой Садовый пруд, 2014 год

Большой Садовый пруд расположен между Большой Академической улицей и парком Сельскохозяйственной академии Тимирязева. Водоём был образован во второй половине XVIII века запруживанием реки Жабенки. Его площадь составляет 19 га, питание осуществляется по Лихоборскому обводнительному каналу.
На берегу пруда находится песчаный пляж.

### Дендрарий имени Шредера
Этот дендрарий (имени Шредера) — один из старейших ботанических садов Москвы, он был основан в 1862 году. Площадь парка составляет 12 га. Сад был создан для исследования собранных в разных странах деревьев и кустарников. Образцы растений привозили с Дальнего Востока, Кавказа, Крыма, Карпатов и Канады. К 2009 году коллекционный фонд дендрария насчитывал 890 видов.

### Ботанический сад имени Ростовцева
Ботанический сад был создан в 1895 году на основании ходатайства профессора Ростовцева, площадь сада в то время составила 0,47 га. В настоящее время парк занимает территорию 1,2 га. В ботсаду преподаватели проводят экскурсии для студентов кафедр ботаники и декоративного растениеводства, а также учеников профильных школ. На базе сада проводится летняя научно-исследовательская и производственная практика.

### Парк Дубки

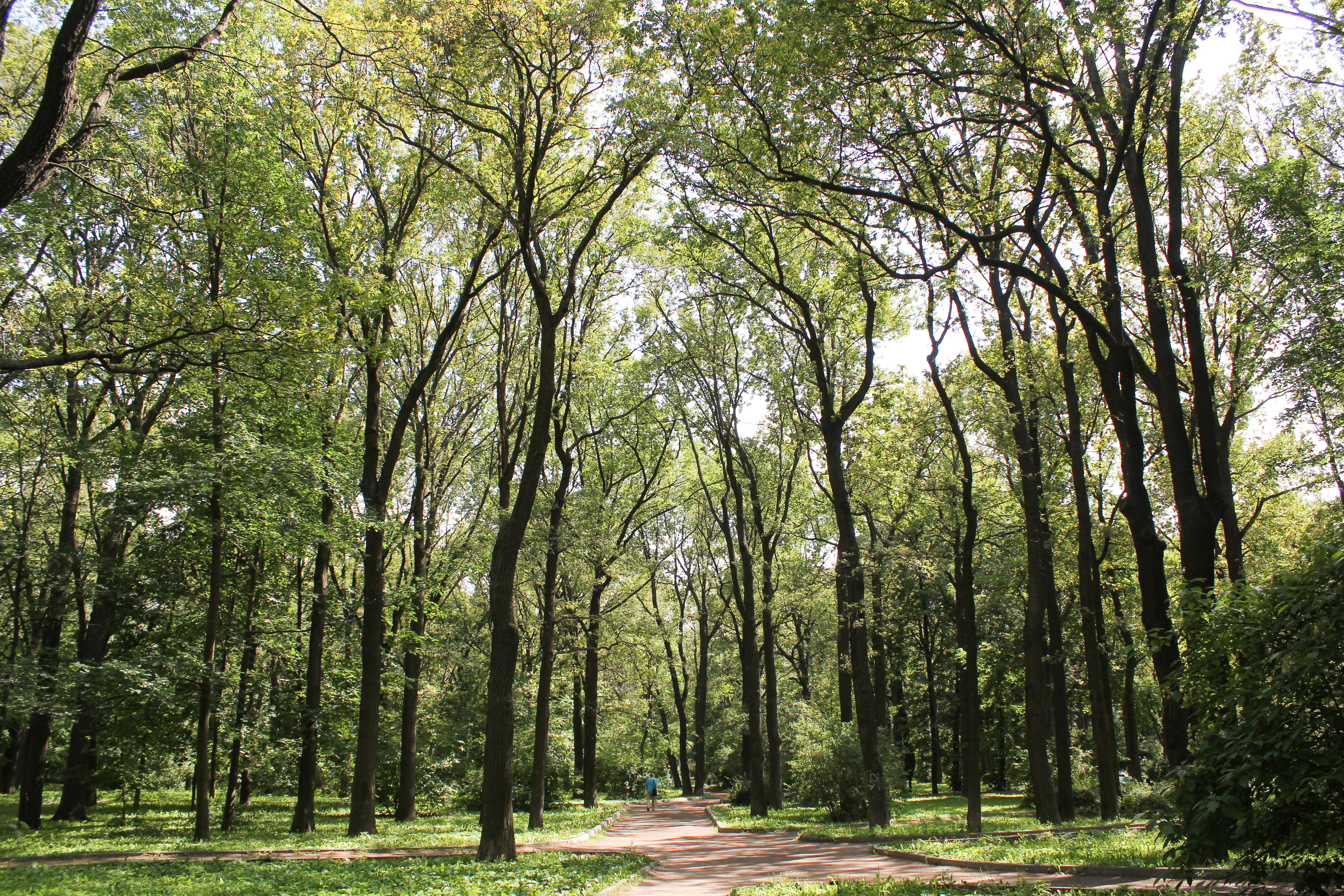
Дубрава в Дубках, 2015 год

Парк Дубки расположен между улицами Немчинова и Ивановской, его площадь составляет 18 га. На территории парка находится Храм Святителя Николая у Соломенной сторожки и два пруда с фонтанами, инфраструктура включает детские и спортивные площадки, и аттракционы для взрослых и детей. Вход в парк свободный.

### Тимирязевская академия
МСХА имени Тимирязева — старейшее высшее аграрное учебное заведение России. Университет был основан 3 декабря 1865 года и получил название «Петровская земледельческая и лесная академия». В настоящее время в состав вуза, учреждённого Министерством сельского хозяйства России, входит 14 факультетов, Институт механики и энергетики имени Василия Горячкина и Институт природообустройства имени Алексея Костякова, Высшая школа агробизнеса, 12 музеев, и ряд селекционных станций.

## Флора и фауна заказника

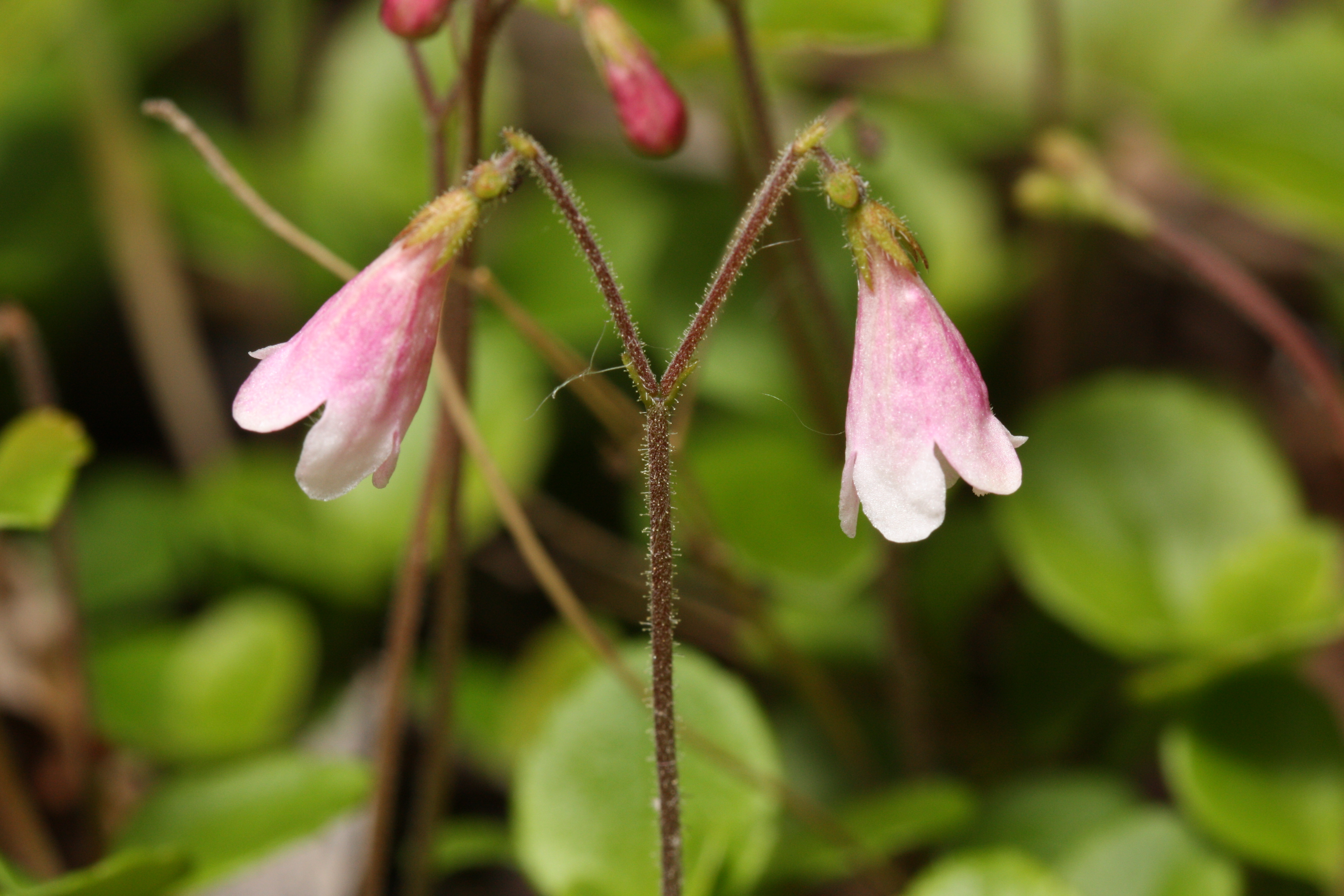
Линнея северная

На территории комплексного заказника «Петровско-Разумовское» гнездятся полевые жаворонки, чибисы, сорокопуты, жёлтые трясогузки. Встречаются перепела, северные бормотушки, серые неясыти и ушастые совы, дятлы желна и белоспинный и вороны. Из водоплавающих птиц можно увидеть крякв, огарей, крачек.
В заказнике обитают представители фауны, занесённые в Красную книгу Москвы. Например, чернеть и гоголь, ястребы тетеревятник и перепелятник, насекомые — лесной шмель, траурница, жимолостевая шмелевидка. Из растений встречаются линнея северная, подлесник европейский, ландыш и ветреница лютичная. Всего в заказнике находится около 40 краснокнижных видов, среди них: позвоночные животные — 32; сосудистые растения — 8 и один лишайник.
В лесопарке расположены вольеры с белками, фазанами и павлинами. Тут обитает около ста видов позвоночных животных.
Флора заказника насчитывает около 300 видов высших растений. Например, на этой территории произрастают искусственно созданные сосняки, лиственничники и дубравы. Среди них: кедровая и румелийская сосны, ель колючая, красный и пирамидальный дубы, туя западная, ясень зелёный, клены манчжурский, зеленокорый и гиннала. Встречаются ельники, берёзы, липы и рябины.
В дендрологическом саду высажены североамериканские деревья: дугласия Мензиса, тсуга канадская, лириодендрон тюльпановый, халезия горная, орехи серый и чёрный, конские каштаны красный и гладкий, робиния лжеакация, черемухи виргинская, поздняя, пенсильванская; восточноазиатские — кипарисовик горохоплодный, микробиота, кедр корейский, пихты цельнолистная, корейская, белокорая, магнолии кобус и Зибольда, орех Зибольда, багряник японский, вишня сахалинская и многие другие.

## Фотогалерея

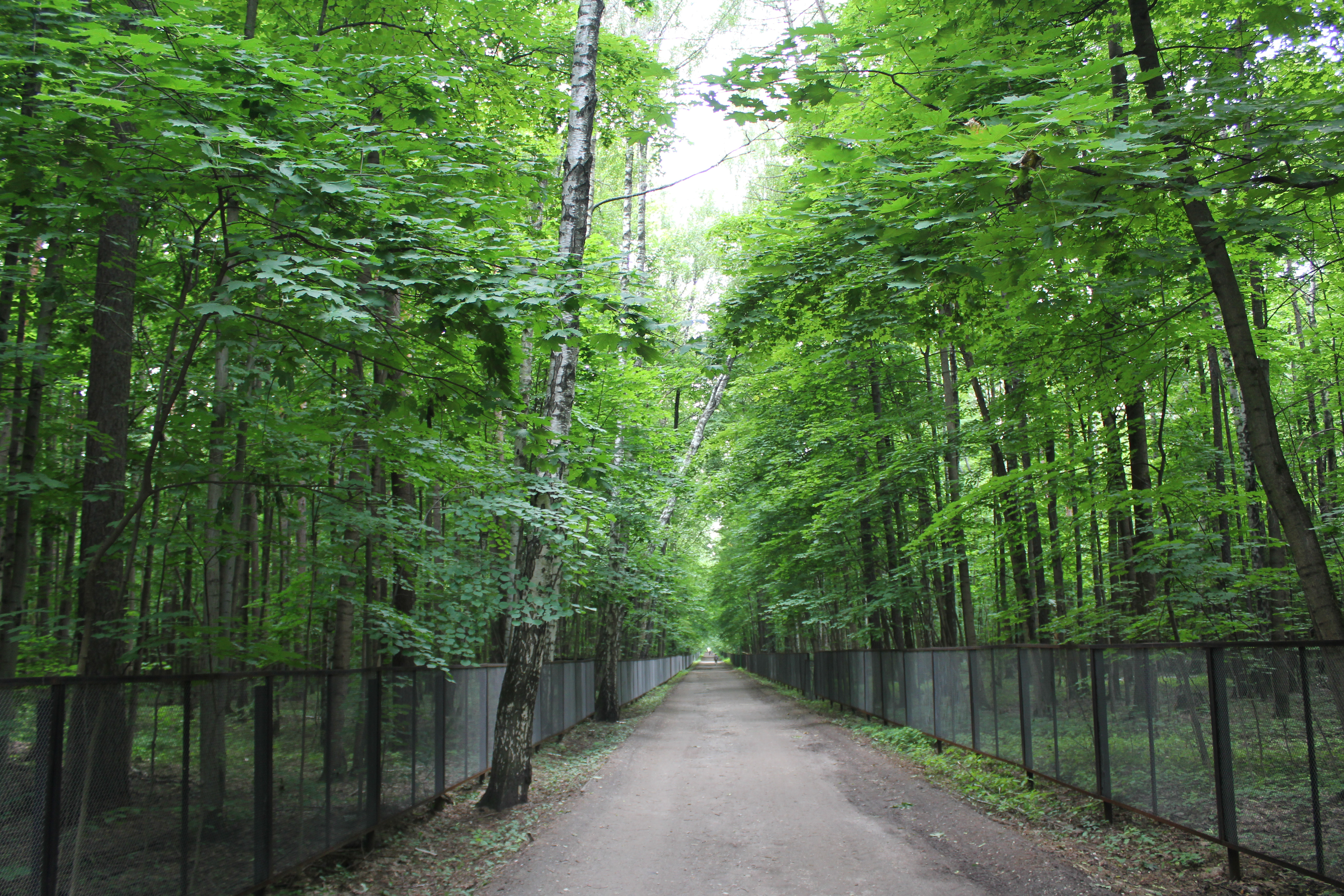
Межквартальные ограждения Тимирязевского лесопарка, 2015 год
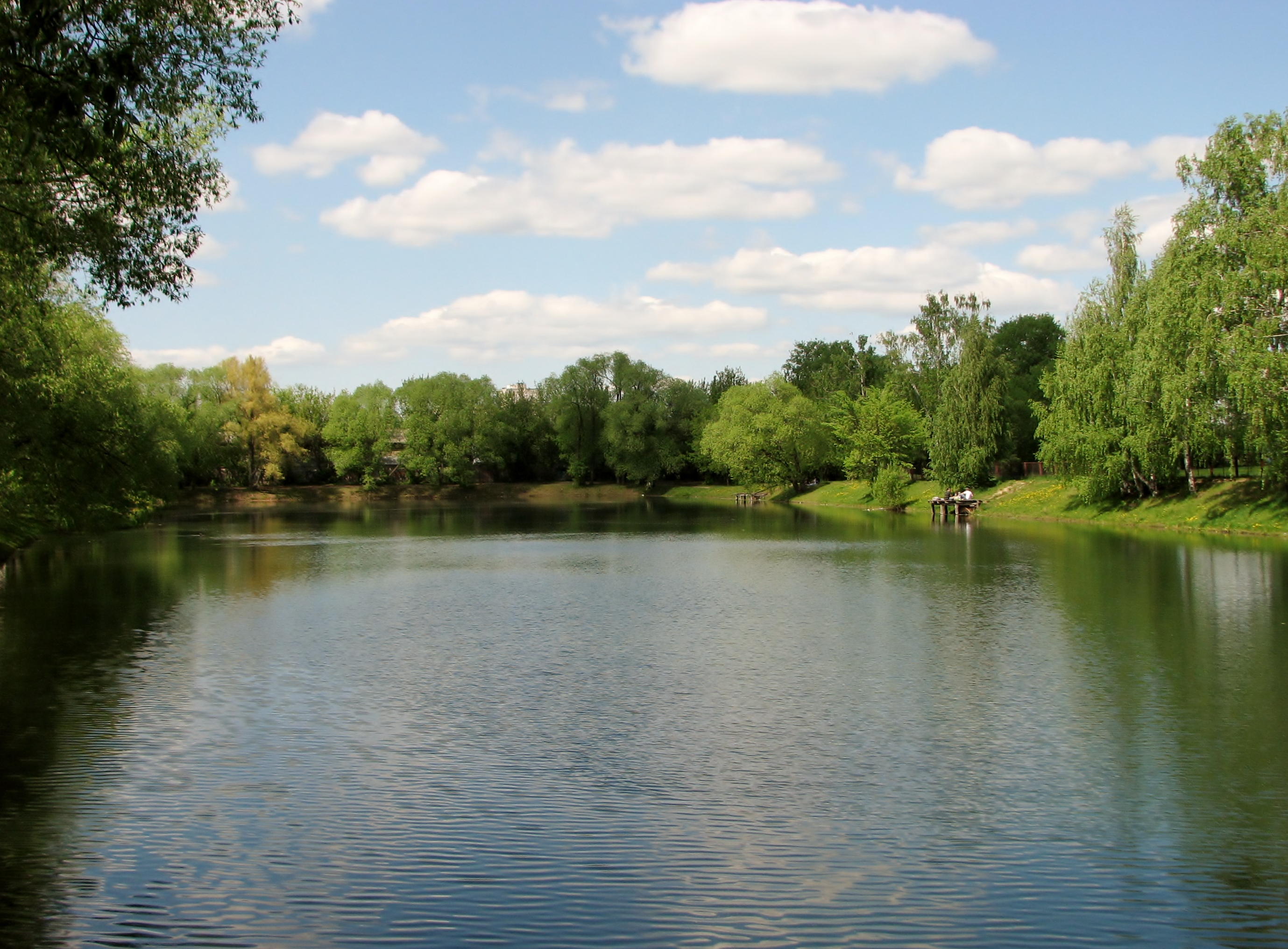
Пруд Петровско-Разумовского заказника, 2015 год
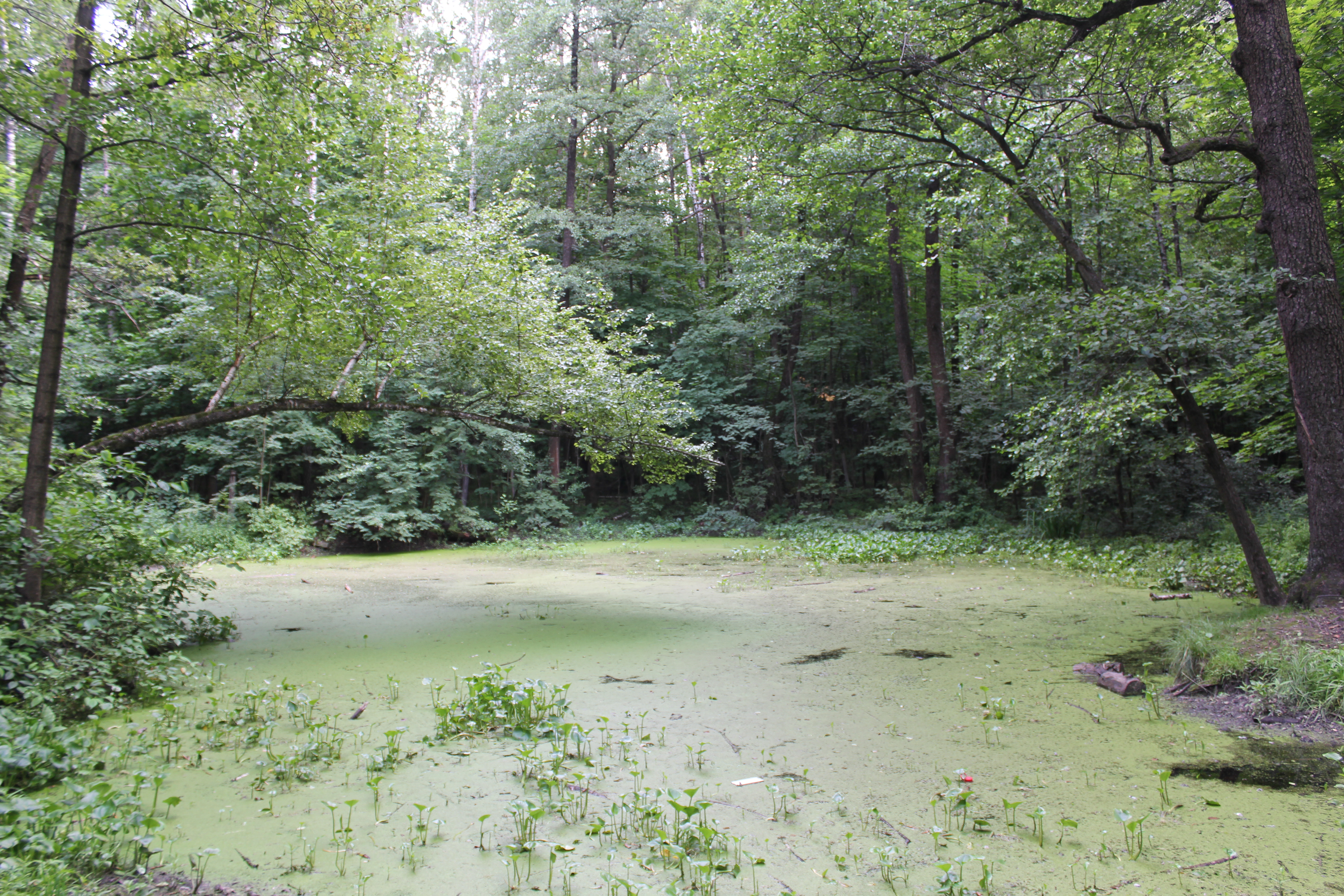
Озеро заказника, 2015 год
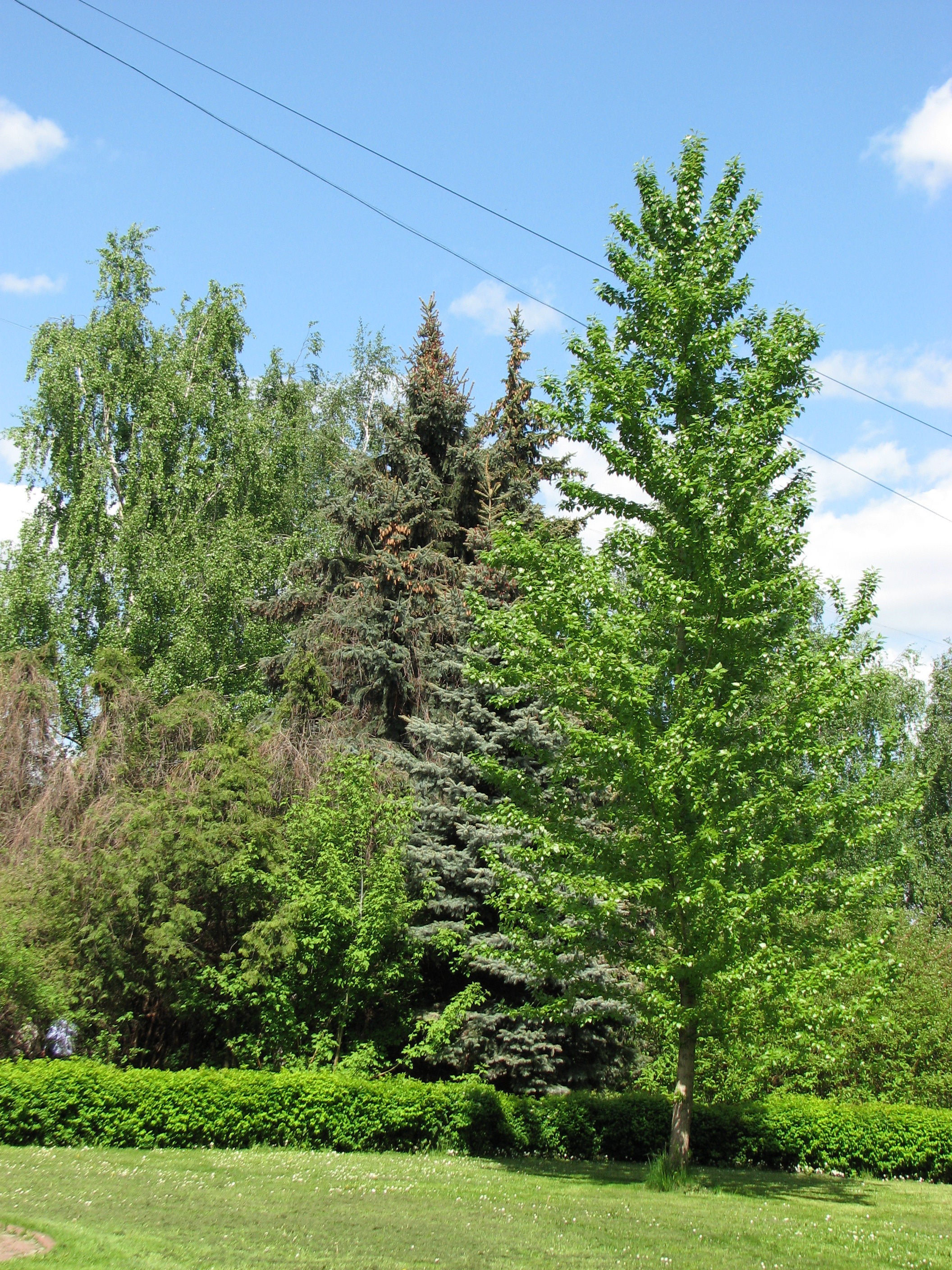
Деревья заказника, 2015 год
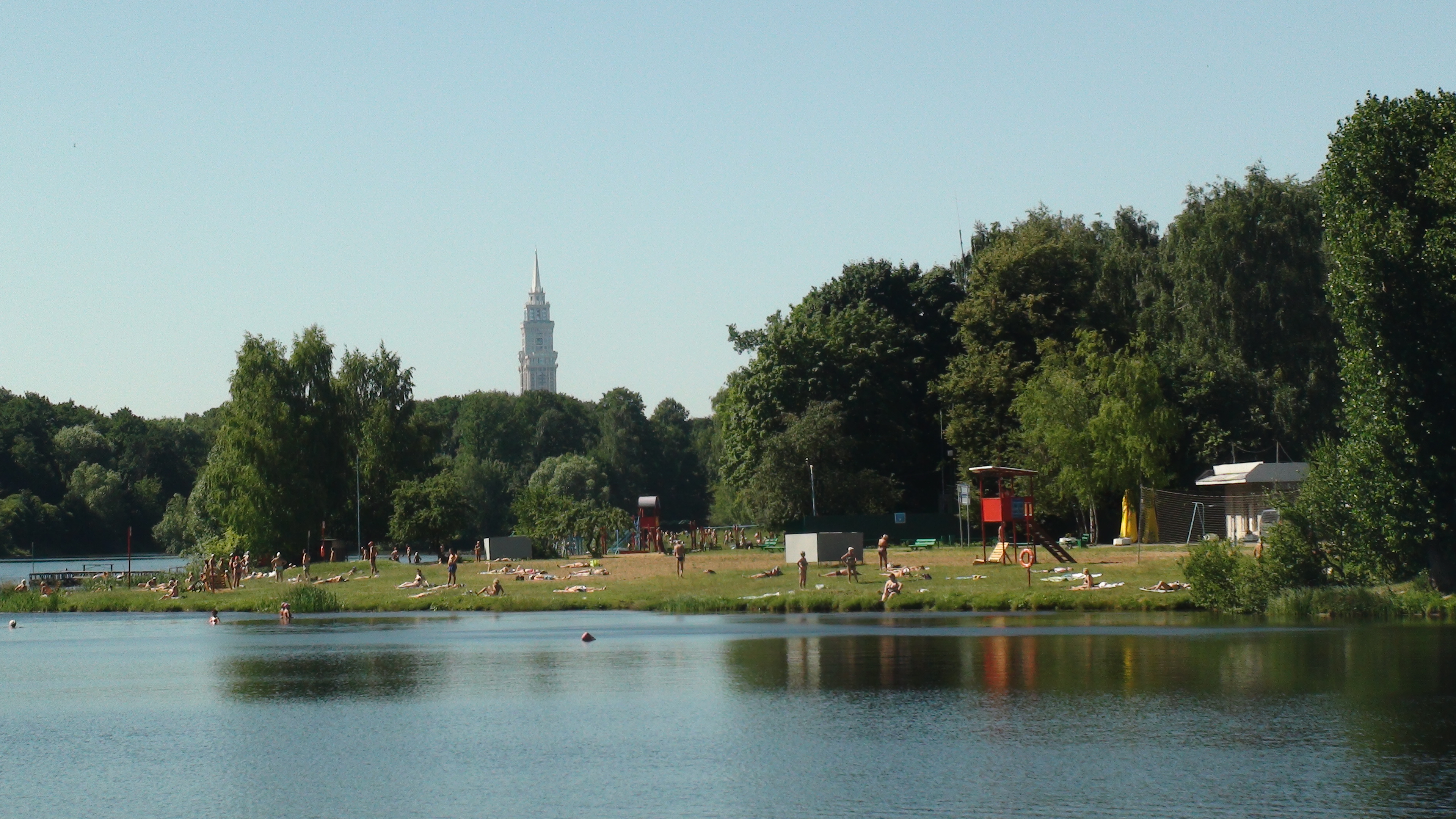
Пляж на берегу Большого Садового пруда, 2015 год